# Potamonautes berardi
Potamonautes berardi é uma espécie de crustáceo da família Potamonautidae.
Pode ser encontrada nos seguintes países: República Democrática do Congo, Egipto, Etiópia, Quénia, Ruanda, Sudão e Uganda.
Os seus habitats naturais são: rios e lagos de água doce.
Está ameaçada por perda de habitat.